# Тонкава (Оклахома)
Тонкава (англ. Tonkawa) — населённый пункт в округе Кей штата Оклахома, расположен на берегу реки Солт-Форк-Арканзас. Был основан в марте 1894 года переселенцами из Канзаса Эли Блэйк и Вилли Грегори.
Во время Второй мировой войны в Тонкаве был расположен лагерь для немецких военнопленных, который действовал с 30 августа 1943 года по 1 сентября 1945 года. Лагерь был рассчитан на 3000 заключённых и 500 человек охраны и обслуживающего персонала.